# Архангельское сельское поселение (Краснодарский край)
Арха́нгельское се́льское поселе́ние — муниципальное образование в Тихорецком районе Краснодарского края России.
В рамках административно-территориального устройства Краснодарского края ему соответствуют Архангельский сельский округ и посёлок Малороссийский Юго-Северного сельского округа.
Административный центр — станица Архангельская.

## Население
| 2010    | 2012    | 2013    | 2014    | 2015    | 2016    | 2017    |
| ------- | ------- | ------- | ------- | ------- | ------- | ------- |
| 8714    | ↗10 334 | ↘10 280 | ↘10 206 | ↗10 252 | ↘10 246 | ↗10 258 |
| 2018    | 2019    | 2020    | 2021    | 2023    |         |         |
| ↘10 249 | ↘10 228 | ↘10 091 | ↘9869   | ↘9706   |         |         |

## Населённые пункты
В состав сельского поселения входят 2 населённых пункта:
| № | Населённый пункт | Тип населённого пункта | Население (чел.) |
| - | ---------------- | ---------------------- | ---------------- |
| 1 | Архангельская    | станица                | ↘8163            |
| 2 | Малороссийский   | посёлок                | ↗1706            |